# Attenuationskorrektur
Die Attenuationskorrektur bzw. Minderungskorrektur (engl. correction for attenuation) schätzt, wie stark zwei Variablen x und y korrelieren würden, wenn sie nicht messfehlerbehaftet wären, wenn sie also eine perfekte Reliabilität aufweisen würden.
Man unterscheidet:
- die einfache Minderungskorrektur; bei ihr wird nur die mangelnde Reliabilität eines der beiden Messwerte korrigiert:

{\displaystyle r_{x'y'}={\frac {r_{xy}}{\sqrt {r_{xx}}}}} oder {\displaystyle r_{x'y'}={\frac {r_{xy}}{\sqrt {r_{yy}}}}}
- die doppelte Minderungskorrektur; bei ihr wird die mangelnde Reliabilität beider Messwerte korrigiert, die zusammenhängen sollen:

{\displaystyle r_{x'y'}={\frac {r_{xy}}{\sqrt {r_{xx}\cdot r_{yy}}}}}
mit
- der korrigierten Korrelation rx'y' bzw. der Korrelation der wahren Werte
- der unkorrigierten Korrelation rxy
- der Reliabilität rxx der Messung x
- der Reliabilität ryy der Messung y.

## Praktischer Nutzen
Die einfache Minderungskorrektur lässt sich z. B. gut anwenden, wenn man wissen will, ob es sich lohnt, ein Messinstrument noch zu verbessern, das zur Vorhersage eines Kriteriums bestimmt ist. Es könnte z. B. sein, dass man mit einem Intelligenztest in der Grundschule (Messinstrument) die Schulnoten auf der weiterführenden Schule (Kriterium) vorhersagen will. Der Intelligenztest ließe sich verbessern, indem man ihn verlängert (siehe Spearman-Brown-Formel). Die Schulnoten hingegen stellen schon einen Messwert dar, den man auch real vorhersagen will. Wenn nun die Vorhersagegenauigkeit (d. h. die Korrelation) des Intelligenztests für die Note niedrig wäre, könnte man sich überlegen, ob es sich lohnen würde, die Messgenauigkeit des Intelligenztests zu verbessern. Dagegen ist die Annahme einer perfekt messgenauen Schulnote und damit die Korrektur auch der zweiten Variable unsinnig, weil davon auszugehen ist, dass sich im Schulsystem in absehbarer Zeit die Bestimmung der Noten nicht ändern wird.
Die doppelte Minderungskorrektur ist z. B. dann zweckmäßig, wenn der Zusammenhang zwischen zwei nicht direkt beobachtbaren Konstrukten gesucht ist, für die nur eine Schätzung über einen messfehlerbehafteten Indikator vorliegt. Zum Beispiel lässt sich Intelligenz nicht direkt beobachten, sondern nur über einen Intelligenztest messen, der aber von vielen zufälligen Störgrößen beeinflusst wird. Wichtig ist dabei, dass die Minderungskorrektur nur die zufälligen Störeinflüsse auf die Messung korrigiert, nicht aber die systematischen. Derselbe Messfehler könnte für eine nicht direkt beobachtbare Variable gelten, von der man überprüfen will, ob sie mit der Intelligenz zusammenhängt. Die doppelte Minderungskorrektur ist somit vor allem für die Forschung von Interesse, da man nicht davon ausgehen kann, beide Messungen perfekt fehlerfrei (reliabel) auszuführen.

## Problem: Verdünnungsparadox
Das Verdünnungsparadox besagt: Bei einer Minderungskorrektur wird der korrigierte Zusammenhang umso höher, je geringer die Messgenauigkeit der Einzelmessungen ist.
Das bedeutet in Fachsprache: je geringer die Reliabilitäten der Messungen, die man miteinander korrelieren will, desto drastischer die Korrektur der Korrelation, da die Reliabilitäten im Nenner in die Formel eingehen. Gleichzeitig vergrößert sich jedoch das Konfidenzintervall der korrigierten Korrelation, wodurch der reliabilitätsbedingten geringeren Schätzpräzision letztlich Rechnung getragen und das Paradoxon aufgelöst wird.